# ويبستر إي. براون
ويبستر إي. براون هو سياسي أمريكي، ولد في 16 يوليو 1851 في Peterboro, New York ‏ في الولايات المتحدة، وتوفي في 14 ديسمبر 1929 في شيكاغو في الولايات المتحدة. نشط حزبياً في الحزب الجمهوري. وقد انتخب عضو مجلس النواب الأمريكي ‏.